# 1650년
1650년은 토요일로 시작하는 평년이다.

## 연호
- 남명(南明) 영력(永曆) 4년
- 청(淸) 순치(順治) 7년
- 일본(日本) 게이안(慶安) 3년
- 후 레 왕조(後黎朝) 카인득(慶德) 2년
- 막 왕조(莫朝) 투언득(順德) 13년

## 기년
- 남명(南明) 소종 영력제(昭宗 永曆帝) 4년 / 감국 노왕(監國魯王) 5년
- 류큐(琉球) 쇼시쓰왕(尚質王) 3년
- 청(淸) 세조 순치제(世祖 順治帝) 7년
- 조선(朝鮮) 효종(孝宗) 원년
- 후 레 왕조(後黎朝) 신종(神宗) 복위 2년

## 사건
- 잠정적으로, 대항해시대 종결.
- 삼륜 휠체어의 사용 시작.

## 탄생
- 11월 14일 - 윌리엄 3세, 잉글랜드 국왕이자 네덜란드 오렌지 공작.

## 사망
- 2월 11일 - 프랑스 철학자이자 수학자 르네 데카르트
- 6월 18일 - 독일 천문학자 크리스토프 샤이너